# 尼科·埃爾韋迪
尼科·埃尔韦迪（德語：Nico Elvedi，1996年9月30日—），是一名瑞士职业足球员，司职中后卫，现时效力德甲球队门兴格拉德巴赫。

## 俱乐部生涯
埃尔韦迪于瑞士苏黎世出生，青年队时期曾效力家乡球队苏黎世。 2014年5月15日，他在瑞士足球超级联赛对阵洛桑体育时，首次为一线队出场，并打满全场。球队最终作客以1比0小胜对手。

## 国家队生涯
埃尔韦迪曾为瑞士U17、U18和U19出场。2016年5月28日，埃尔韦迪于一场对阵比利时的友谊赛时，首次为瑞士国家队出场，但球队以1比2落败。